# Kumla
Kumla ist eine Stadt in der schwedischen Provinz Örebro län und der historischen Provinz Närke. Sie liegt etwa 15 km südlich von Örebro an der Europastraße 20.
Südöstlich liegt das Gräberfeld von Lekebacken.
Im Hauptort der gleichnamigen Gemeinde befindet sich mit der Kumlaanstalten Schwedens größtes Gefängnis. Der IFK Kumla spielt in der dritten schwedischen Fußballliga.
Die Umgebung Kumlas der 1960er-Jahre liefert den örtlichen Rahmen für einige Romane (etwa Und Piccadilly Circus liegt nicht in Kumla und Kim Novak badete nie im See von Genezareth) des schwedischen Autors Håkan Nesser.
Die begehbare Kvarntorper Halde beherbergt eine Kunstausstellung und wird für Sport genutzt. 

## Söhne und Töchter der Stadt
- Håkan Nesser (* 1950), Schriftsteller
- Peter Stormare (* 1953), Schauspieler
- Fredrik Ekblom (* 1970), Autorennfahrer
- Mattias Jonson (* 1974), Fußballspieler
- Pierre Bengtsson (* 1988), Fußballspieler
- Marcus Ericsson (* 1990), Autorennfahrer